# غسان شميط
غسان شميط (1956-)، مخرج وكاتب سوري من مواليد الجولان.

## حياته
ولد غسان في الجولان عام 1956، نزح مع أسرته عام 1967 من قريته (عين قنية) في الجولان السوري المحتل، واستقرت العائلة في حي (الآس الغربي) في ناحية جرمانا – (جنوب شرق دمشق)، نال الشهادة الثانوية من مدرسة (جودت الهاشمي) بعد التقدّم إلى امتحان الطلبة الأحرار، ليحجز له مقعداً في كلية الجغرافيا بدمشق، حصل على منحة من اتحاد الشبيبة لدراسة السينما في الاتحاد السوفياتي، فسافر إلى موسكو ثم كييف ليدرس الإخراج السينمائي في المعهد العالي للسينما بكييف.

## السيرة المهنية
حاز على ماجستير في الإخراج السينمائي من المعهد العالي للسينما في كييف عام 1982، وأصبح عضو في نقابة الفنانين منذ عام 1983، وبدأ العمل في المؤسسة العامة للسينما منذ تخرجه حتى اليوم، شارك في العديد من المهرجانات العربية والدولية وحاز على عدة جوائز محلية ودولية. قدّم للمؤسسة العامة للسينما عدداً من الأفلام الوثائقية والروائية:
- بصرى عام 1983، المدة 23 دقيقة، سيناريو وإخراج.

- محطات الصداقة عام 1986، المدة 20 دقيقة، سيناريو وإخراج.

- يوميات جولانية عام 1987، المدة 32 دقيقة، سيناريو وإخراج.

- معاً على الطريق عام 1989، وثائقي المدة 20 دقيقة، سيناريو وإخراج.

- البراعم عام 1990، تسجيلي المدة 20 دقيقة، سيناريو وإخراج. حاز الفيلم على الجائزة البرونزية في مهرجان صفاقس في تونس.

- ورد وشوك عام 2003، تسجيلي المدة 25 دقيقة، سيناريو وإخراج، نال جائزة البرونزية في مهرجان دمشق السينمائي 2004.

- منارات مضيئة عام 2004، وثائقي المدة 40 دقيقة، سيناريو وإخراج.

- قلاع الشمس عام 2004، وثائقي المدة 20 دقيقة، سيناريو وإخراج.

- أرض الياسمين  عام 2008، وثائقي المدة 30 دقيقة، سيناريو وإخراج.

- على دروب المدن المنسية عام 2009، وثائقي المدة 30 دقيقة، سيناريو وإخراج.[5]

- شيْ ما يحترق عام 1993 روائي طويل، كتب السيناريو بالتعاون مع الأديب وليد معماري.

- الطحين الأسود عام 2001 روائي طويل، المدة 120 دقيقة، سيناريو وإخراج.[6]

- الهوية عام 2007 روائي طويل، كتب السيناريو بالتعاون مع الأديب وفيق يوسف. نال الجائزة الكبرى بمهرجان تطوان الدولي في المغرب، وجائزة مصطفى العقاد في مهرجان فجر في إيران.

- أماكن وأسرار عام 2010، وثائقي المدة 30 دقيقة، سيناريو وإخراج.

- حكاية الأبواب السبعة (فيلم) عام 2010، وثائقي المدة 30 دقيقة، سيناريو وإخراج.

- تحت سرة القمر عام 2015، روائي طويل، عن رواية بنفس الاسم من تأليف جهينة العوام.[7]

- الشراع والعاصفة (فيلم) روائي طويل عن رواية الكاتب حنّا مينه، كتب السيناريو بالتعاون مع الأديب وفيق يوسف قيد الإنجاز.
- فيلم ليليت السورية (فيلم) (2018).[8]